# 2198 Ceplecha
2198 Ceplecha eller 1975 VF är en asteroid i huvudbältet som upptäcktes den 7 november 1975 av Harvard College Observatory. Den är uppkallad efter astronomen Zdeněk Ceplecha.
Den tillhör asteroidgruppen Astraea.